# Naturschutzgebiet Obergraben westlich Wickede
Das Naturschutzgebiet Obergraben westlich Wickede liegt in der Stadt Fröndenberg/Ruhr im Kreis Unna in Nordrhein-Westfalen.
Das etwa 47 ha große Naturschutzgebiet (NSG) wurde im Jahr 2002 rechtswirksam unter der Schlüsselnummer UN-042 unter Naturschutz gestellt. Es erstreckt sich östlich von Warmerfelde nördlich entlang des alten Ruhrverlaufes und des Obergrabens der Ruhr bis an die Grenze von Wickede (Ruhr). Im Süden und Osten grenzt das NSG direkt an das Naturschutzgebiet Ruhraue. 
Zum Naturschutzgebiet gehört das naturnahe Waldgebiet im Warmer Löhen mit Hainbuchen-Stieleichengesellschaften und Buchenbeständen. Südlich des Waldgebietes befinden sich stellenweise magere Weidelgras-Weißkleeweiden mit Feld-Hainsimse, Acker-Hornkraut und Mausohr-Habichtskraut. Angepflanzte Hecken und Kopfbäume werden jahrgangsweise von Neuntötern als Brutplatz genutzt. Die Dorngrasmücke, die Klappergrasmücke und die Goldammer sind im NSG häufig anzutreffen. Im März 2021 wurden im Warmer Löhen Kornweihen beobachtet.
Die „Insel Stövenkamp“ wie auch die Ruhruferbereiche stellen eine wichtige Schutzzone dar, da ihr eine hohe avifaunistische Bedeutung als Brut-, Mauser- und Winterrastplatz für bedrohte Wasservogelarten, unter anderem den Eisvogel, die Uferschwalbe, die Reiherente, den Graureiher, den Flussregenpfeifer und den Flussuferläufer, zukommt.
Die Ausweisung als Naturschutzgebiet erfolgte zur Erhaltung, Entwicklung und Wiederherstellung von Lebensgemeinschaften oder Biotopen bestimmter wildlebender Tier- und Pflanzenarten und wegen der besonderen Eigenart und Schönheit des Auengebietes. Es gehört zum Natura-2000-Gebiet „Ruhr“ und ist dessen westlichster Bereich.